# Anno 2070
Anno 2070 est un jeu vidéo de gestion et de stratégie en temps réel développé par Related Designs en collaboration avec Ubisoft Blue Byte et publié par Ubisoft le 17 novembre 2011 sur Windows,.

## Scénario
Le jeu se passe en 2070. Après la fonte de l'Arctique et l'élévation du niveau de la mer, il ne reste que très peu d'îles pour les hommes. Le joueur a la possibilité de choisir entre deux factions, Eden Initiative (Écologie) ou Global Trust (Industriel). Il existe une troisième faction, S.A.A.T., ou Tech, qui est indépendante des deux autres et se concentre uniquement sur des recherches scientifiques. Elle n'est disponible qu'après un développement avancé dans l'une des deux autres factions.

## Système de jeu
Dans Anno 2070, les politiques ne sont plus définies par les pays, les frontières ou les religions mais par comment les humains choisissent de produire de l'énergie. L'humanité tout entière est rassemblée sous un seul gouvernement mondial où les trois principales factions du jeu contrôlent les décisions du monde. Les joueurs peuvent aussi voter pour un président mondial et votent au Conseil du Sénat. Cette participation donnera des effets différents aux différents joueurs, en fonction de qui est président ou de quel type de loi a été adopté, jusqu'au prochain cycle de vote. Par exemple, voter pour Skylar Banes, PDG des Tycoons, augmentera la productivité des usines de fabrication.

### Événements
Le gameplay comprend des « événements mondiaux » ; missions spéciales offertes seulement durant un temps limité, permettant à tous les joueurs de se regrouper et de les accomplir. Les récompenses varient en fonction du nombre de joueurs présent.
- Premier événement : Pirates Neo Skullz - Les joueurs répondent à l'appel du Conseil mondial de la guerre contre les pirates qui menacent l'humanité avec des missiles nucléaires.
- Deuxième événement : Projet Eden - Les joueurs aident l'Eden Initiative à activer des technologies anciennes, qui sont des systèmes de filtration d'eau et d'air haute performance pour lutter contre la pollution des îles.
- Troisième événement : Méfiance Globale - Les joueurs aident le Fonds Financier mondial pour éviter une récession mondiale en élargissant les métiers et en diminuant les impôts pour attirer plus d'habitants.
- Quatrième événement : le conflit Nordamark - Les joueurs ont besoin de négocier une confrontation entre Global Trust et Eden Initiative dans une région appelée Nordamark avec des diplomates et un sous-marin nucléaire, Orca.
- Cinquième événement : Le Secret de la Tranchée Ebashi - Les joueurs aident la faction Tech pour développer une centrale géothermique. Cet événement est le prélude de l'extension En eaux profondes.

Un joueur peut aussi accomplir des quêtes particulières pour l'une des trois factions pour gagner des récompenses. Ces événements courants changent tous les jours, contrairement aux événements mondiaux, qui peuvent être présents depuis plusieurs mois.

### Factions
- Eden Initiative - Chef : Seamus Green, chef spirituel. Cette faction est la faction écologiste la plus importante du monde. Elle utilise des énergies propres pour construire ses villes, et ainsi préserve la nature. Cependant l'évolution de sa ville est lente, mais à la fin d'une partie son économie sera prospère et sans problèmes. Les citoyens préfèrent boire du thé, écouter de l'opéra et manger de la nourriture saine.
- Global Trust - Chef : Skylar Banes. C'est la plus grosse multinationale sur la planète, maître dans le domaine de l'énergie. Ils peuvent exploiter des ressources rapidement et ainsi leur ville se développera rapidement, mais vers la fin de la partie leur économie flanchera et les problèmes arriveront (manque de ressources…) Les citoyens préfèrent boire de l'alcool, manger des hamburgers et passer du temps dans les casinos.
- S.A.A.T. - Chef : F.A.T.H.E.R, un robot intelligent. Le nom est l'acronyme de Scientific Academy for Advanced Technologies (Académie Scientifique des Technologies Avancées). Ce sont les maîtres incontestés du monde sous-marin. Ils permettent au joueur de construire des avions, des sous-marins et des missiles. Les citoyens ont besoin des ressources récoltées sous l'eau pour vivre et évoluer. C'est une faction qui se joue en plus d'une des deux autres, vous pourrez y accéder lorsque votre civilisation Eden Initiative ou Global Trust sera assez évoluée.

## Extensions

### DLC
Les premiers packs ont été annoncés le 13 février 2012.
- The Keeper Package
- The Development Package
- The Eden Series Package

Trois nouveaux packs sortent le 26 mars 2012, principalement axés sur Global Trust.
- The Central Statistical Package
- The Crisis Response Package
- The Distrust Series Package

Trois packs ont été ajoutés au nouvel événement : Le conflit de Nordamark.
- The E.V.E. Package
- The Silent Running Package
- The Nordamark Line Package

### En eaux profondes
La première extension d'Anno 2070 rajoute du contenu essentiellement pour la construction sous-marine. Apparition de plus de trente nouveaux bâtiments et de la géothermie comme moyen de production d'énergie dans les villes sous-marines. De plus, une nouvelle classe de citoyens, les génies, fait son apparition. En matière de catastrophes naturelles, les joueurs seront désormais confrontés aux tsunamis, créés par le dysfonctionnement d'une centrale géothermique.

## Accueil
| Anno 2070     |      |       |
| Média         | Pays | Notes |
| GameSpot      | US   | 85 %  |
| Jeuxvideo.com | FR   | 17/20 |